# Moira (Militär)
Moira (griech. μοίρα) war eine taktische Einheit der byzantinischen Armee. Das Moira wurde von einem Moirarch, der auch als Doux oder Chiliarch bezeichnet wurde, kommandiert.
Ein Moira bestand aus mehreren Banda und konnte eine Stärke von bis zu 2.000 bis 3.000 Mann haben.(siehe Strategikon des Maurikios I 3 [Dennis, S. 14–16]). 
Drei Moira bildeten ein Kavallerie Meros. Das mittlere Moira umfasste zwei Drittel der Stärke des jeweiligen Meros und ist in geschlossener Formation (defensores) aufgestellt. Dieses Moira wurde direkt vom Merarchen kommandiert. Die beiden Moira an den Flanken wurden in offener Formation (koursores) aufgestellt.
Zu beachten ist, dass sich die vorgenannte Angabe über die Stärke des Moira lediglich auf die maximale Größe eines Moira bezieht. Da sich die Größe eines Moira letztlich nach der Größe der gesamten Armee richtet, können beachtliche Unterschiede zwischen den einzelnen Moira auftauchen. So machen die Moira der Defensores jeweils 2/3 der Stärke des jeweiligen Meros aus, während die beiden Moira der Koursores je 1/6 des Meros ausmachen. Des Weiteren haben Moira wie Meros abhängig von der Schlachtreihe, in der sie positioniert wurden, eine unterschiedliche Mannschaftsstärke (siehe Strategikon III 8-10 [Dennis, S. 43–45]). 
Spätestens ab dem 9. Jahrhundert hat sich der Begriff Droungos für das Moira durchgesetzt.